# ナガブナ
ナガブナ（長鮒。Carassius buergeri subsp. 1）はコイ目コイ科コイ亜科フナ属に属する淡水魚で、日本固有亜種である。日本に生息するフナの1亜種。

## 名称
和名が提唱されたのは1969年。体形が他種と比べると細長く、これが和名の由来の可能性がある。昔から長野県諏訪湖ではナガブナが「アカブナ」、ギンブナが「クロブナ」と呼ばれ区別されており、アカブナの方が美味とされる。

## 分布
典型的な個体は長野県諏訪湖、福井県三方湖に生息する。本州の山口県の日本海側の一部、島根県、鳥取県、兵庫県の日本海側の一部、福井県の三方五湖、石川県、富山県、長野県の諏訪湖、新潟県、群馬県、福島県の日本海側の一部、山形県、秋田県、青森県などの日本海側に生息すると言われるが正確な分布域は不明。ただし、北海道に生息しているとされてきたが現在では否定されている。また、利根川や霞ヶ浦でナガブナに似た特徴をもった個体群が生息しているほか、北海道でも同様な個体群が生息しており、その分類は決まっていない。他の亜種と交雑が可能であるため、遺伝子汚染の影響である可能性がある。

## 形態
全長は15 - 25センチメートルほど。最大30センチメートル。ニゴロブナに非常によく似た特徴をしているが、第一鰓弓の鰓耙数は48-57と少ない。口は大きく、斜め上を向く。ギンブナよりも体高が低く、背鰭の基底は短く、眼が大きい。体形が細長く、円筒状。体色はやや赤みがある。

## 生態
湖沼沿岸部の中・底層、河川の中・下流部に生息する。他のフナ同様、雑食性で、繁殖期は3 - 6月であると考えられる。

## 利用
煮つけや甘露煮で食べられてきた。諏訪湖や三方湖では珍重され、特に三方湖では刺身がハレの食べ物とされ高価。

## 保全状況評価
情報不足（DD）（環境省レッドリスト）